# Campo el Burro
Campo el Burro är en ort i Mexiko.   Den ligger i kommunen Xochitepec och delstaten Morelos, i den sydöstra delen av landet, 70 km söder om huvudstaden Mexico City. Campo el Burro ligger 1 151 meter över havet och antalet invånare är 117.
Terrängen runt Campo el Burro är kuperad österut, men västerut är den platt. Runt Campo el Burro är det tätbefolkat, med 591 invånare per kvadratkilometer. Närmaste större samhälle är Cuernavaca, 17,4 km norr om Campo el Burro. I omgivningarna runt Campo el Burro växer huvudsakligen savannskog.